# کارولین میلر
کارولین پافورد میلر (به انگلیسی: Caroline Pafford Miller) (زاده ۲۶ اوت ۱۹۰۳ - درگذشته ۱۲ ژوئیه ۱۹۹۲) نویسنده آمریکایی بود که برنده جایزه پولیتزر برای داستان در سال ۱۹۳۴ شد.